# Stigmella palmatae
Stigmella palmatae là một loài bướm đêm thuộc họ Nepticulidae. Loài này có ở Trung Quốc.
Ấu trùng ăn Filipendula palmata. Chúng ăn lá nơi chúng làm tổ.